# Galeria l’Art Belge Contemporain
Galeria l’Art Belge Contemporain – jedna z największych galerii współczesnego malarstwa belgijskiego.
Galeria powstała w 1981 przy Fondation pour l’Art Belge Contemporain w Brukseli i działa na mocy królewskiego dekretu. Jej założycielem jest Serge Goyens de Heusch.
Galeria popularyzuje belgijskich artystów XX wieku, organizuje wystawy, opracowuje monografie malarzy i tworzy jedną z ważniejszych kolekcji współczesnej sztuki na terenie Belgii. Corocznie organizuje sześć lub siedem wystaw w swojej siedzibie w Saint-Gilles (Bruksela). Wśród ponad 150 malarzy w zbiorach galerii znaleźli się najważniejsi dwudziestowieczni twórcy m.in.: Marcel Baugniet, Simonetta Jung, Gaston Bertrand, Andrew Blank, Bram Bogart, Anne Bonnet, Jean Brusselmans, Jan Burssens, Zéphir Busine, Gustave Camus, Georges Collignon, Felix De Boeck, Francis De Bolle, Gilbert Decock, Jo Delahaut, Paul Delvaux, Pierre-Willy De Muylder, Roger De Wint, Christian Dotremont, Charles Drybergh, Berthe Dubail, Edmond Dubrunfaut, Roger Dudant, Frédéric Dufoor, Francis Dusépulchre, Marc Eemans, Pierre-Louis Flouquet, Jean-Jacques Gailliard, Bernard Ghobert, Roger Greisch, Arthur Grosemans, René Guiette, Willy Helleweegen, Floris Jespers, Eric Kengen, Jacques Lacomblez, Pierre Lahaut, Walter Leblanc, Kurt Lewy, Lismonde, Claude Lyr, Jorg Madlener, Marcase, Gustave Marchoul, Lode Matthijs, Marc Mendelson, Jean Milo, Luc Mondry, Antoine Mortier, Jacques Muller, Willem Paerels, Claude Panier, Luc Peire, Léopold Plomteux, Mig Quinet, Jean Rets, Yves Rhayé, Christian Rolet, Ferdinand Schirren, Paul Schrobiltgen, Boris Semenoff, Roger Somville, Louis Thévenet, Suzanne Thienpont, Englebert Van Anderlecht, Serge Vandercam, Gisèle Van Lange, Louis Van Lint, Dan Van Severen, Médard Verburgh, Lionel Vinche, Marcel Warrand, André Willequet, Maurice Wyckaert.
Zbiory specjalne Galerii l’Art Belge Contemporain dostępne są również naukowcom i studentom, którym pracownicy galerii służą wszelką pomocą przy opracowywaniu monografii i prowadzeniu badań. Od 2001 najcenniejsze zbiory prezentowane są w Muzeum Louvain-la-Neuve.